# Instituto de Artes de Detroit
El Instituto de Artes de Detroit (en inglés, Detroit Institute of Arts o DIA) es uno de los museos más grandes de los Estados Unidos. Se encuentra en el centro cultural de Detroit, 3 km al norte del Downtown. Expone unas 65.000 obras. Se inauguró en 1885.

## Historia

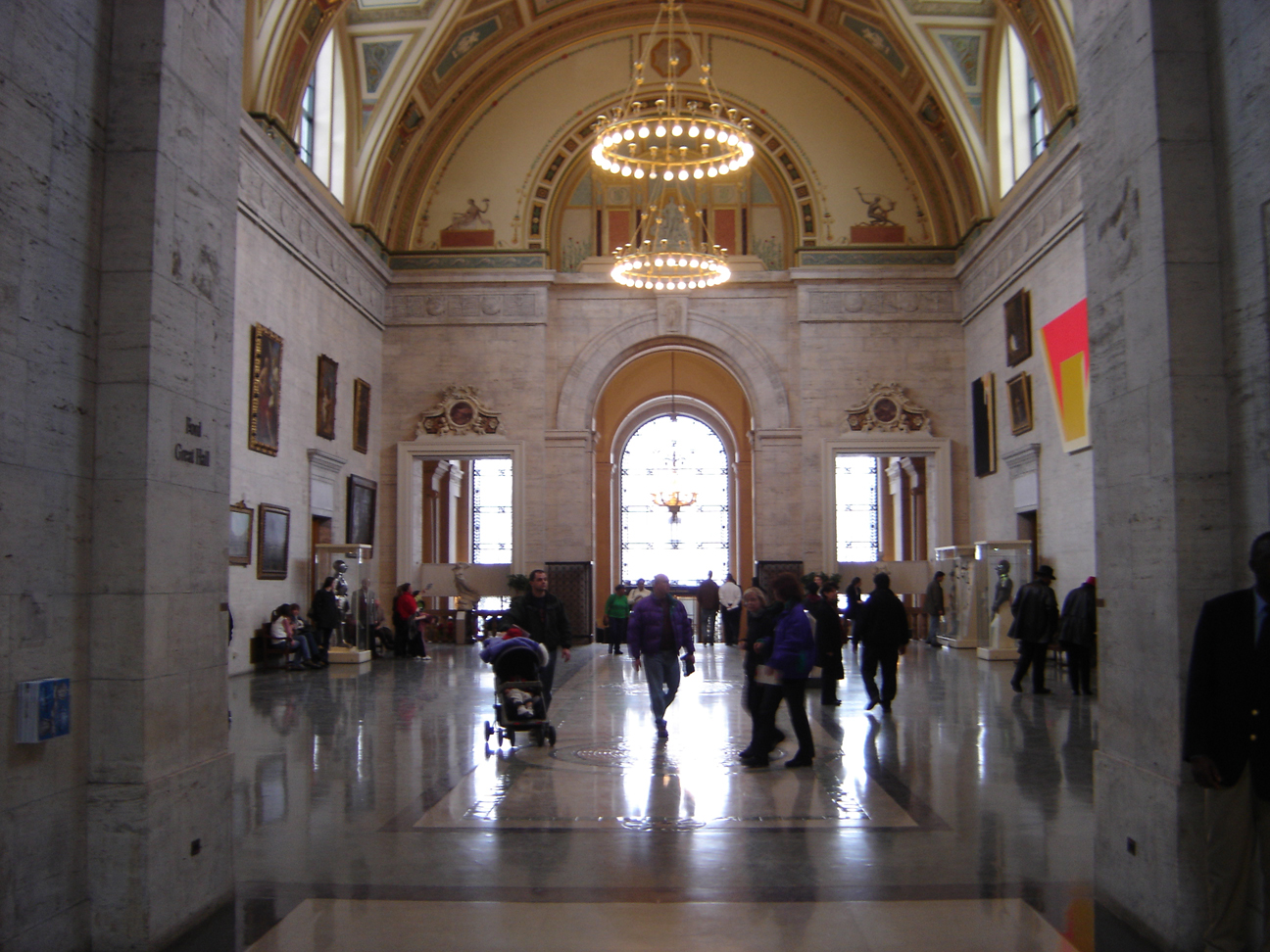
El interior del Detroit Institute of Arts.

Las primeras obras de arte que formaron los fondos del museo provienen de la colección del magnate de la prensa James E. Scripps. El engrandecimiento posterior del museo se debió a varios filántropos de Detroit, como Charles Lang Freer, y de los magnates de la industria del automóvil, principal actividad de la ciudad: las familias Ford, Firestone y Dodge. 
Algunas obras de artistas norteamericanos fueron adquiridas inmediatamente después de la fundación del museo en 1883. Al comienzo del siglo XX se produjo un periodo de expansión del museo, que por entonces adquirió gran número de obras internacionales. En 1927, Paul Cret construyó uno de los edificios del museo actual en el estilo Beaux-Arts.
Robert Hudson Tannahill, de la familia de los grandes almacenes Hudson's, fue un gran benefactor del museo, donando muchas obras a lo largo de su vida. A su muerte en 1970, legó una gran colección de arte europeo (incluyendo obras de Cézanne, van Gogh, Gauguin, Degas, Seurat, Rousseau, Matisse y Picasso), obras importantes del expresionismo alemán, una gran colección de arte africano y una dotación para futuras adquisiciones.
Una parte del sostenimiento actual del museo viene del gobierno del estado de Míchigan como intercambio en el cual el museo efectúa programas sobre la apreciación del arte y cede sus servicios de conservación del arte a otros museos de Míchigan.
Entre 1999 y 2007, el edificio del DIA acometió importantes mejoras de expansión y restauración ascendiendo a un coste total de 158 millones de dólares. Pero años después, la institución se ha visto implicada en fuertes rumores sobre el futuro de su colección: la ciudad de Detroit sufre una severa crisis económica, y en 2013 se baraja la posibilidad de que valiosas obras del museo podrían venderse para reunir dinero. Sin embargo, todas las fuentes oficiales desmienten tal posibilidad.

## Arquitectura
Antes de 1920, se estableció una comisión para elegir un arquitecto para diseñar un nuevo edificio para albergar las colecciones en expansión del DIA. La comisión incluyó al presidente del DIA Ralph H. Booth, William J. Gray, el arquitecto Albert Kahn y el industrial Edsel Ford. W.R. Valentiner, el director del museo actuó como director de arte y Clyde H. Burroughs como secretario. El grupo eligió al arquitecto de Filadelfia Paul Philippe Cret como arquitecto principal y la firma de Zantzinger, Borie y Medary como arquitectos asociados, con las firmas de arquitectos de Detroit de Kahn y C. Howard Crane que contribuyeron con "consejos y sugerencias".
El 26 de junio de 1923 se colocó la piedra angular del nuevo edificio Beaux-Arts, de estilo neorrenacentista italiano, y el 7 de octubre de 1927 se dedicó el museo terminado.
En 1922, Horace Rackham donó un molde de la escultura de Auguste Rodin, El pensador, adquirida de una colección alemana, al museo donde se exhibió mientras se construía el nuevo edificio. La obra se colocó en el Gran Salón del nuevo edificio del museo. En algún momento de los años siguientes, la obra se trasladó fuera del edificio y se colocó en un pedestal frente al edificio, frente a la Avenida Woodward y la Biblioteca Pública de Detroit al otro lado de la calle, que también se construyó con mármol blanco en el estilo Beaux-Arts neorrenacentista italiano.
Las alas sur y norte se agregaron en 1966 y 1971 respectivamente. Ambos fueron diseñados por Gunnar Birkerts y originalmente estaban revestidos en granito negro para servir como telón de fondo del edificio original de mármol blanco. El ala sur fue nombrada más tarde en honor a los benefactores del museo Edsel y Eleanor Ford y el ala norte de Jerome Cavanaugh, quien fue alcalde de Detroit durante la expansión

## Murales y esculturas arquitectónicas

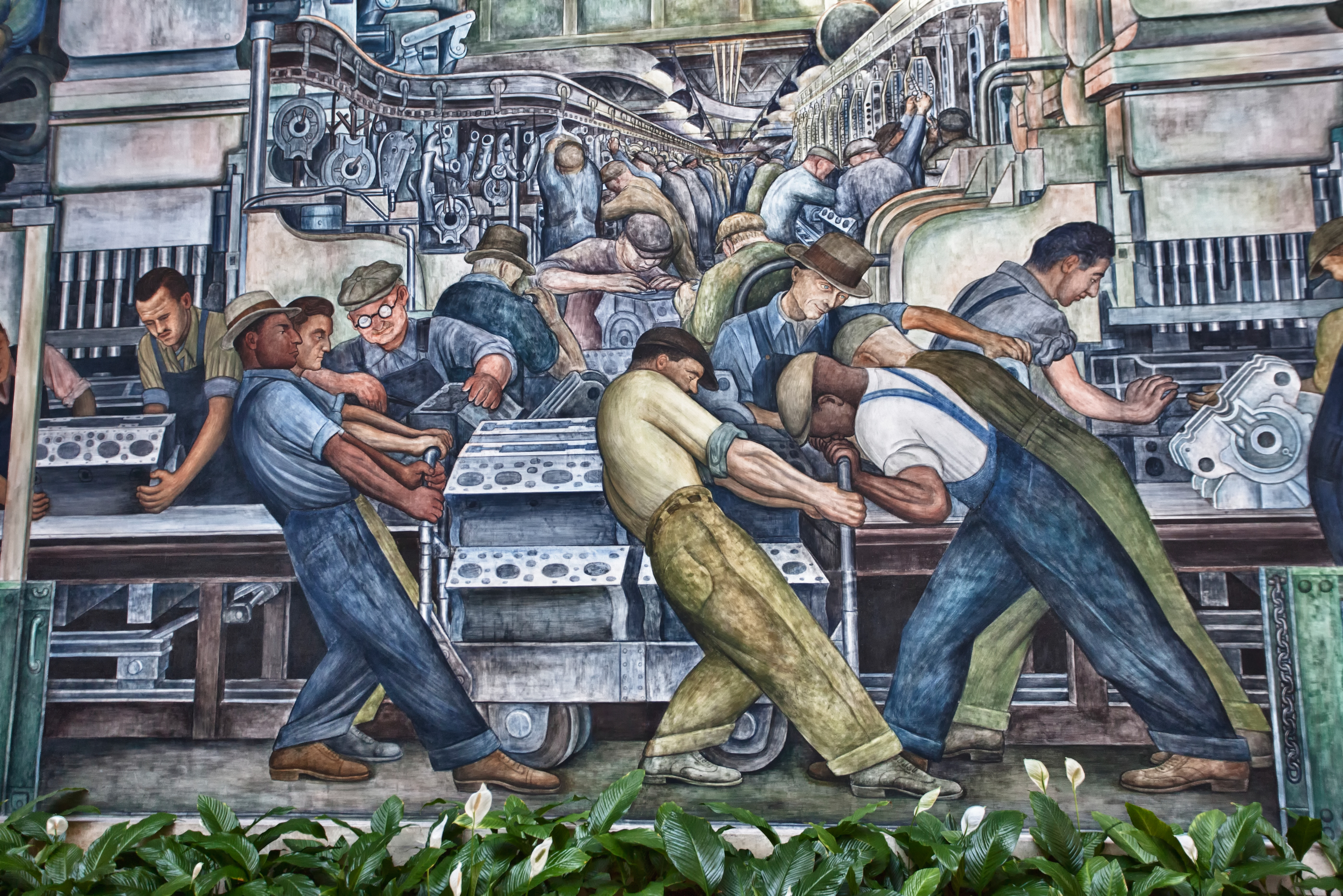
Detalle de los Murales de la Industria de Detroit de Rivera.

Edsel Ford le encargó una serie de murales a Diego Rivera para el DIA en 1932. Compuestos en estilo fresco, los cinco conjuntos de murales masivos se conocen colectivamente como Murales de la Industria de Detroit. Los murales se agregaron a un gran patio central; estaba techado cuando se ejecutó la obra. Los murales de Diego Rivera son ampliamente considerados como grandes obras de arte y una característica única del museo. El arquitecto Henry Sheply, un amigo cercano de Cret, escribiría: "Estos [murales] son duros en color, escala y composición. Fueron diseñados sin el más mínimo pensamiento dado a la delicada arquitectura y ornamentación. Son simplemente una parodia en el nombre del arte ".
Sus temas políticamente cargados de lucha proletaria causaron fricciones duraderas entre admiradores y detractores. Durante el macartismo, los murales sobrevivieron solo por medio de un signo prominente que los identificaba como arte legítimo; el letrero afirmaba además sin ambigüedades que las motivaciones políticas del artista eran "detestables". Hoy en día, los murales se celebran como uno de los mejores activos del DIA, e incluso "uno de los monumentos más importantes de Estados Unidos".
El edificio también contiene intrincados trabajos en hierro de Samuel Yellin, azulejos de Pewabic Pottery y esculturas arquitectónicas de Leon Hermant.

## Principales obras y autores

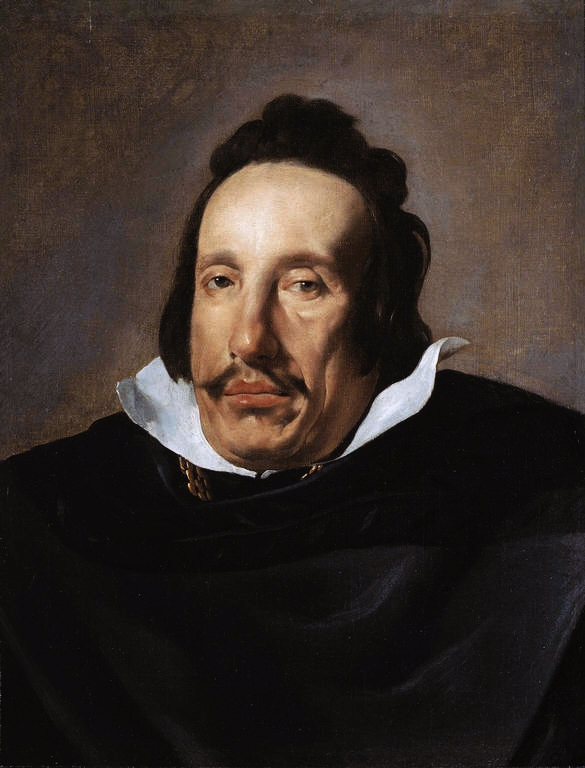
Diego Velázquez: Retrato de un caballero (Juan de Fonseca ¿?)

- Dragón de la Puerta de Istar de Babilonia.
- Jan van Eyck: San Jerónimo en su estudio
- Benozzo Gozzoli: Virgen con el Niño
- Giovanni Bellini: Virgen con el Niño
- Lucas Cranach el Viejo: San Cristóbal; Adán y Eva
- Pieter Bruegel el Viejo: Danza de bodas
- Hans Holbein el Joven: Retrato de una mujer
- Caravaggio: Marta y María Magdalena
- Diego Velázquez: Retrato de caballero
- Rembrandt: La Visitación (1640)
- Bartolomé Esteban Murillo: La huida a Egipto
- Además de obras de Pedro Pablo Rubens, Alberto Durero, Frans Hals, Gerard ter Borch, Rembrandt, y de pintores anónimos como la Natividad del Maestro de la Leyenda de Santa Úrsula.

De los pintores del siglo XIX y XX pueden destacarse:
- Vincent van Gogh : Autorretrato con sombrero de paja . Fue la primera pintura de este artista que ingresó en un museo estadounidense.
- Henri Matisse : La ventana .
- Diego Rivera : Murales de la Industria de Detroit
- Ernst Ludwig Kirchner : Wintermondlandschaft (1919).
- James Abbott McNeill Whistler : Nocturne in Black and Gold: The Falling Rocket . Entre otras obras de Edgar Degas , Claude Monet , Odilon Redon , Eugène Boudin , Paul Cézanne , Paul Gauguin , Georges Seurat , y Henri Rousseau .
- De los pintores estadounidenses, merecerían mención: John Singleton Copley , George Caleb Bingham , Frederic Edwin Church , John Singer Sargent , Louis Comfort Tiffany y Paul Revere .

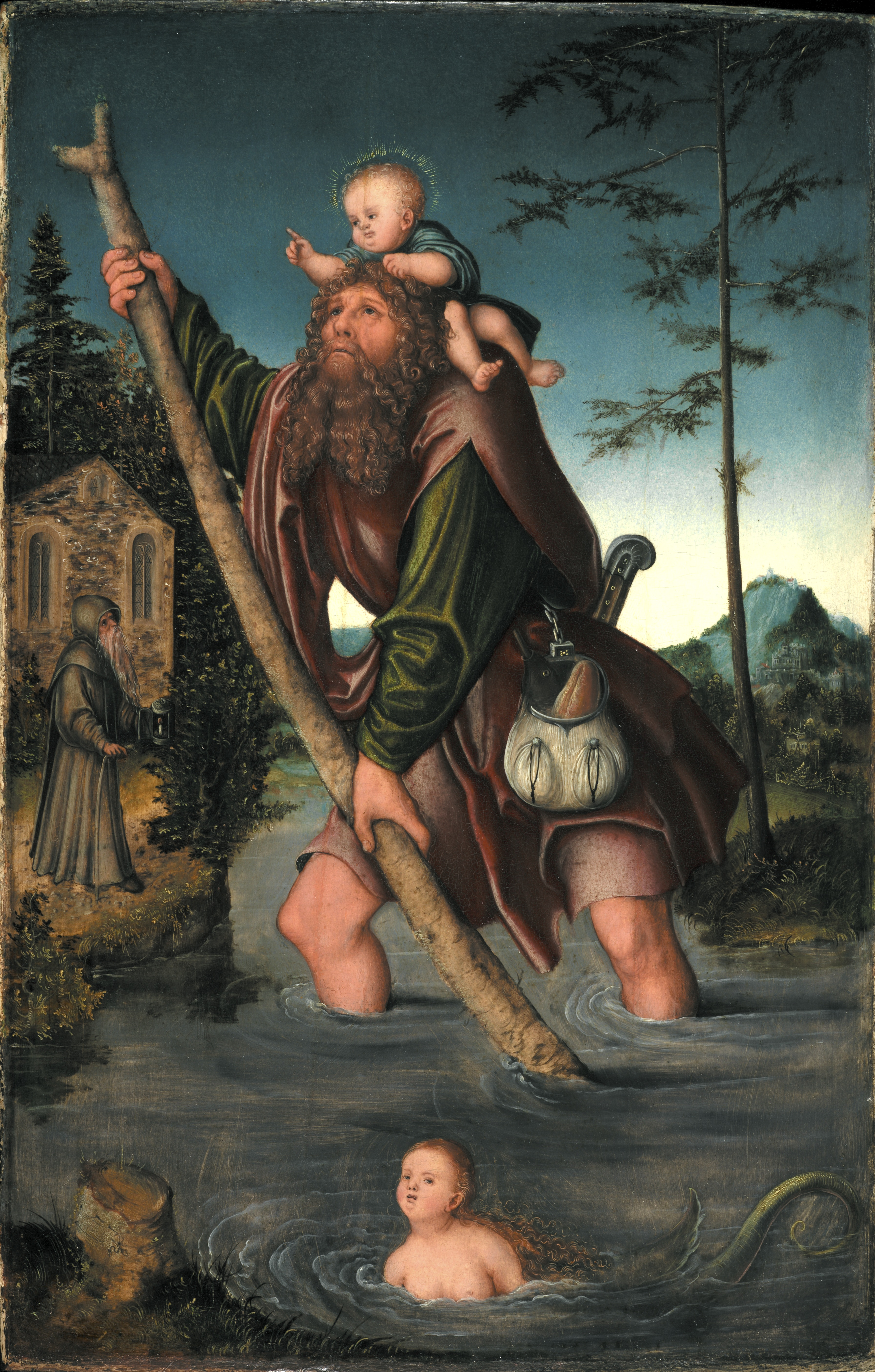
Lucas Cranach el Viejo, San Cristóbal
Caravaggio, Marta y María Magdalena
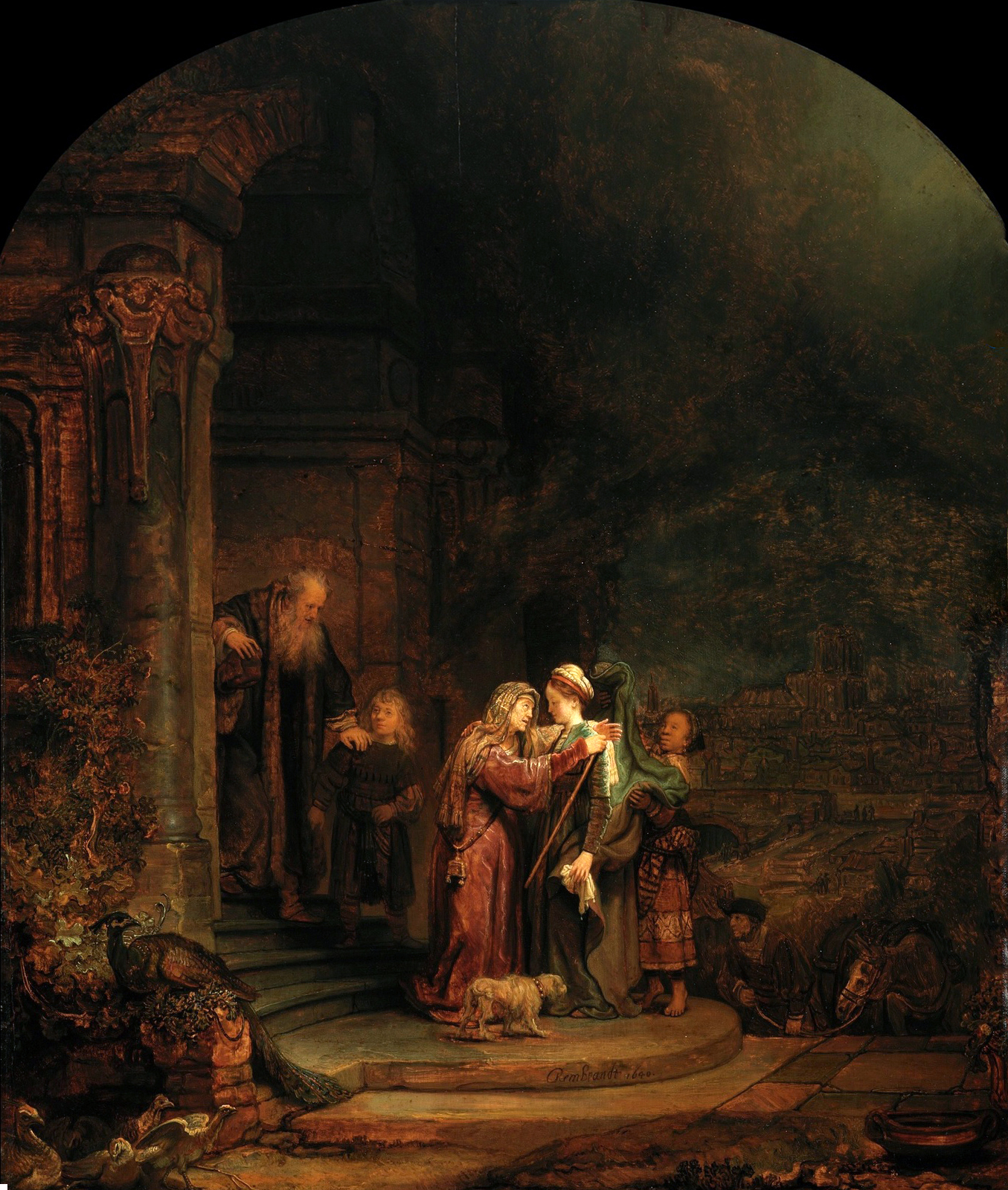
Rembrandt, La Visitación
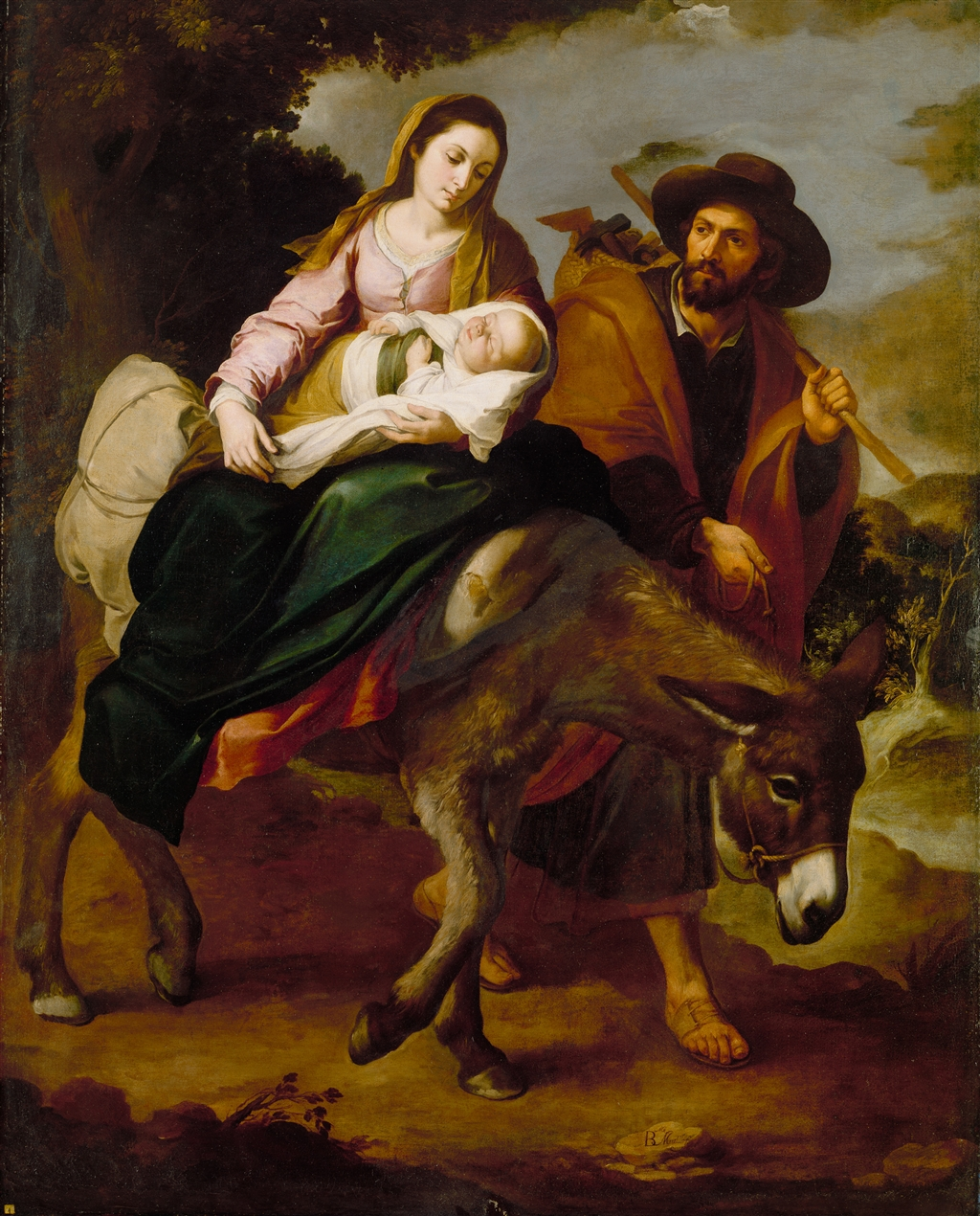
La huida a Egipto, Bartolomé Esteban Murillo
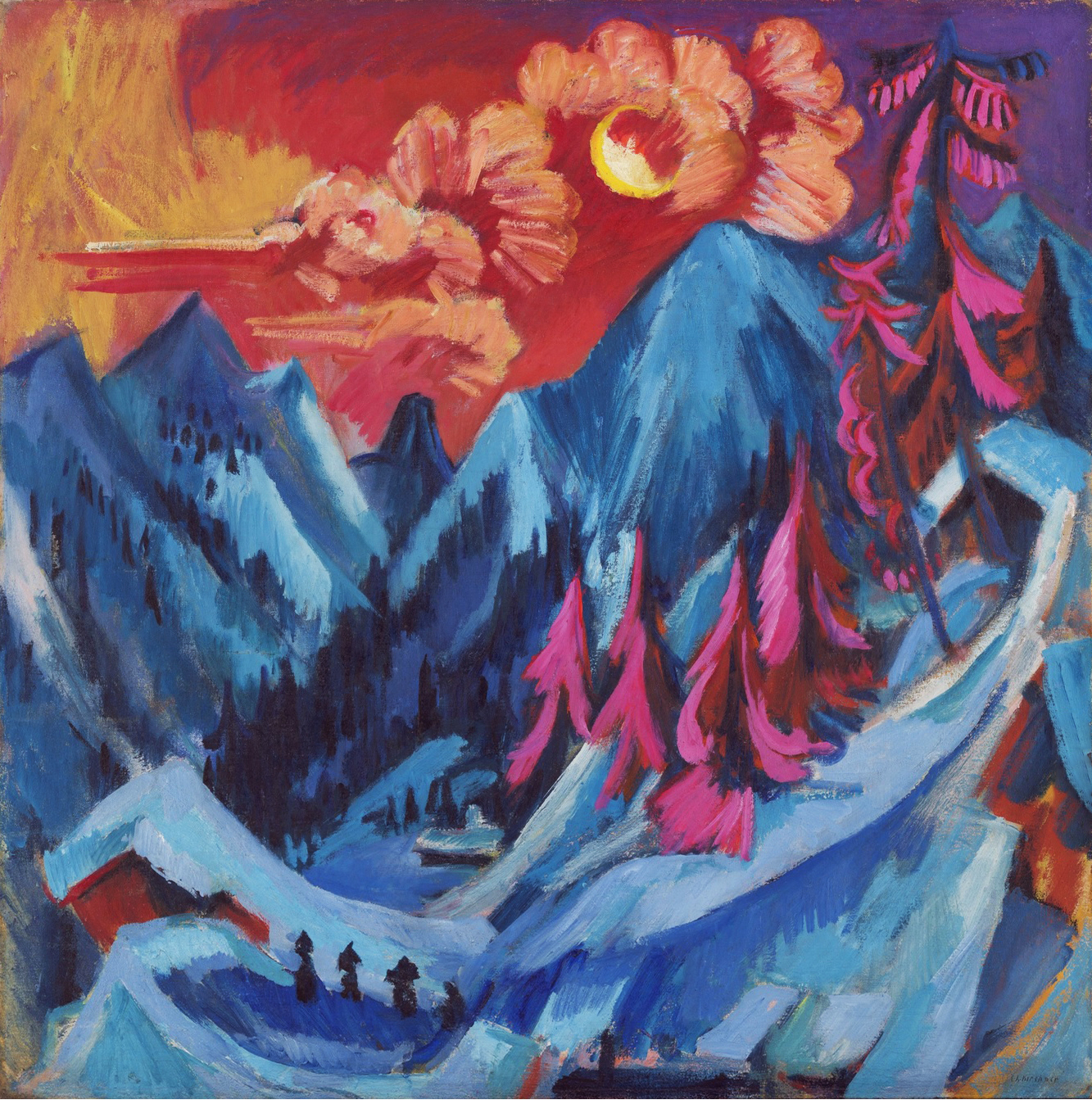
Wintermondlandschaft (1919), Ernst Ludwig Kirchner